# Sufe Bradshaw
Pour les articles homonymes, voir Bradshaw.
Sufe Bradshaw, née le 30 novembre 1979 à Chicago, est une actrice américaine.

## Filmographie partielle

### Actrice

#### Cinéma
- 2006 : Speechless de William R. Bryan
- 2009 : Star Trek de J. J. Abrams
- 2009 : Dance Movie de Damien Dante Wayans
- 2014 : Imperial Dreams de Malik Vitthal
- 2019 : Murder Mystery de Kyle Newacheck
- 2022 : Gasoline Alley d'Edward John Drake

#### Séries télévisées
- 2012 - 2019 : Veep : Sue Wilson